# مرسوم عدد 54 (تونس)
في سبتمبر 2022، وقع الرئيس التونسي قيس سعيد على المرسوم بقانون رقم 54، الذي يهدف إلى مكافحة المعلومات والشائعات الكاذبة على الإنترنت. وتنص المادة 24 من المرسوم على السجن لمدة تصل إلى خمس سنوات وغرامة تصل إلى 50 ألف دينار لكل من ينشر مثل هذه المعلومات. ويتضاعف هذا إذا صدرت الأقوال المسيئة عن أحد موظفي الدولة.

## خلفية
منذ الثورة التونسية عام 2011، حظيت تونس بأكبر قدر من حرية الصحافة مقارنة بأي دولة عربية. ومع ذلك، في أعقاب الهجمات الإرهابية في عام 2015، كانت هناك حملة قمع متزايدة على حرية الصحافة في تونس.

## النقد
لكن القانون الجديد، الذي تمت صياغته والموافقة عليه بعد الأزمة السياسية في عام 2021، تعرض لانتقادات. ووصف رئيس النقابة الوطنية للصحفيين التونسيين مهدي الجلاصي القانون بأنه انتكاسة جديدة للحقوق والحريات. وعقوبات النشر في أي شبكة تشكل ضربة قوية للقيم الثورية التي منحت الحرية لجميع الصحفيين وكل التونسيين، وشبه التشريع بالقوانين الدكتاتورية التي استخدمها الرئيس السابق زين العابدين بن علي لإسكات المعارضين. وتقول لجنة الحقوقيين الدولية في جنيف بسويسرا إن القانون يسمح للرئيس بمراقبة أي وجميع الاتصالات عبر الإنترنت التي لا يوافق عليها، مشيرة إلى أن المادة 24 لا تحدد ما هو الأكاذيب أو الإشاعات. في يناير 2023، أعرب خمسة مقررين خاصين للأمم المتحدة عن مخاوفهم العميقة بشأن المرسوم وتوافقه مع القانون الدولي، ووصفت منظمة العفو الدولية القانون بأنه قاسي.
اعتبارًا من يوليو 2023، تم التحقيق مع ما لا يقل عن 14 شخصًا بموجب القانون، وتم اعتقال بعضهم وإيداعهم السجن. ومن بين هؤلاء مهدي زقروبة، المحامي الذي كتب منشورًا على فيسبوك يتهم فيه وزير العدل بتلفيق الأدلة في قضية ضد 57 قاضيًا متهمين بالفساد والتأخير المزعوم في محاكمة قضايا الإرهاب المزعومة. ويقضي زقروبة الآن حكما بالسجن لمدة 11 شهرا، ومُنع من ممارسة مهنة المحاماة لمدة خمس سنوات.